# Basilika St. Ägidius (Bardejov)

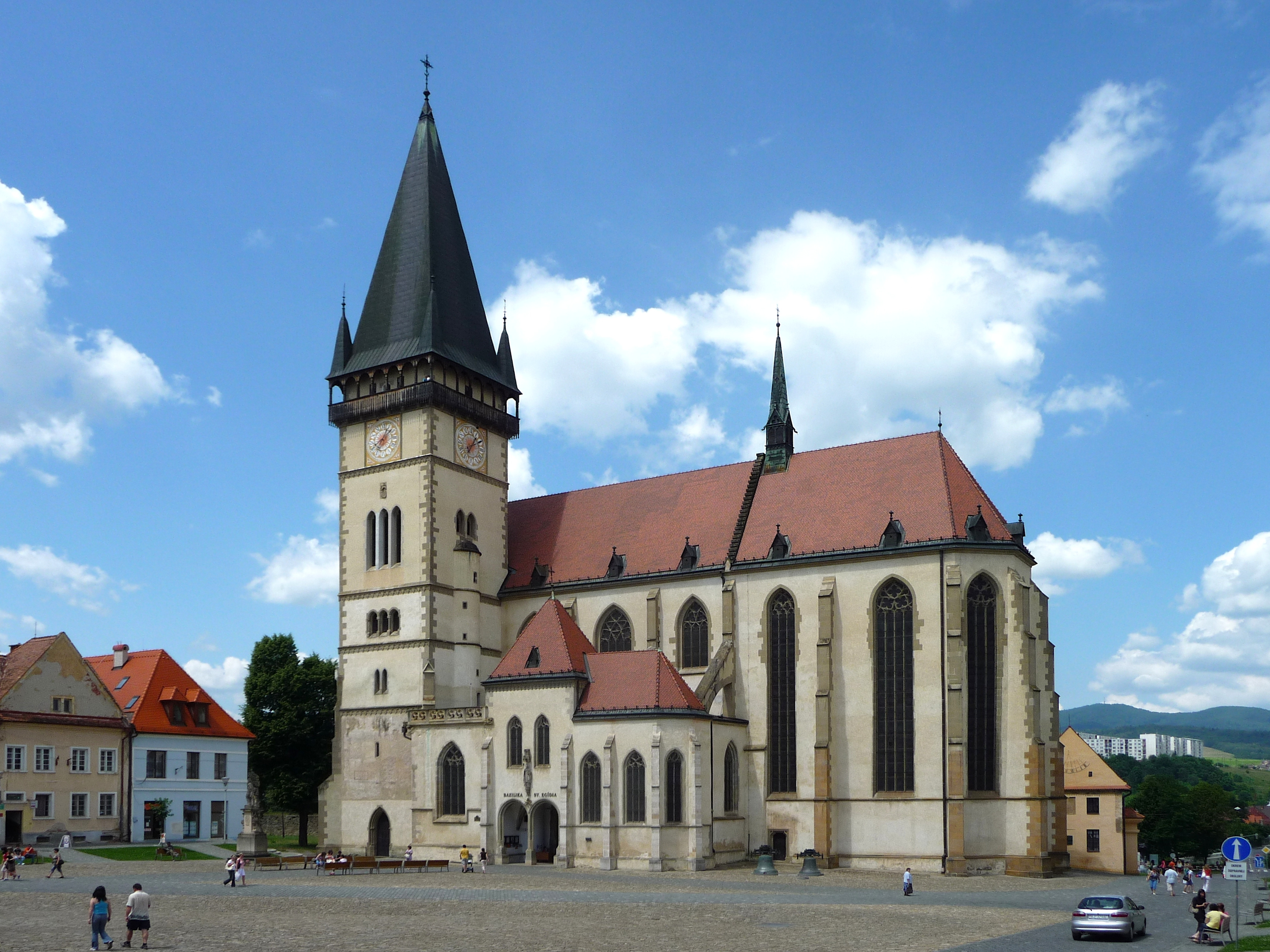
Basilika St. Ägidius vom südlichen Rathausplatz

Die Basilika St. Ägidius (slowakisch Bazilika sv. Egidia) ist eine römisch-katholische Pfarrkirche in Bardejov, Slowakei und gehört zum Erzbistum Košice. Die gotische Basilika ist dem heiligen Ägidius gewidmet und trägt den Titel einer Basilica minor. Die dreischiffige, gotische Basilika bildet den nördlichen Abschluss des zentralen Rathausplatzes von Bardejov und gehört als Teil der Altstadt zum UNESCO-Welterbe.

## Geschichte und Architektur

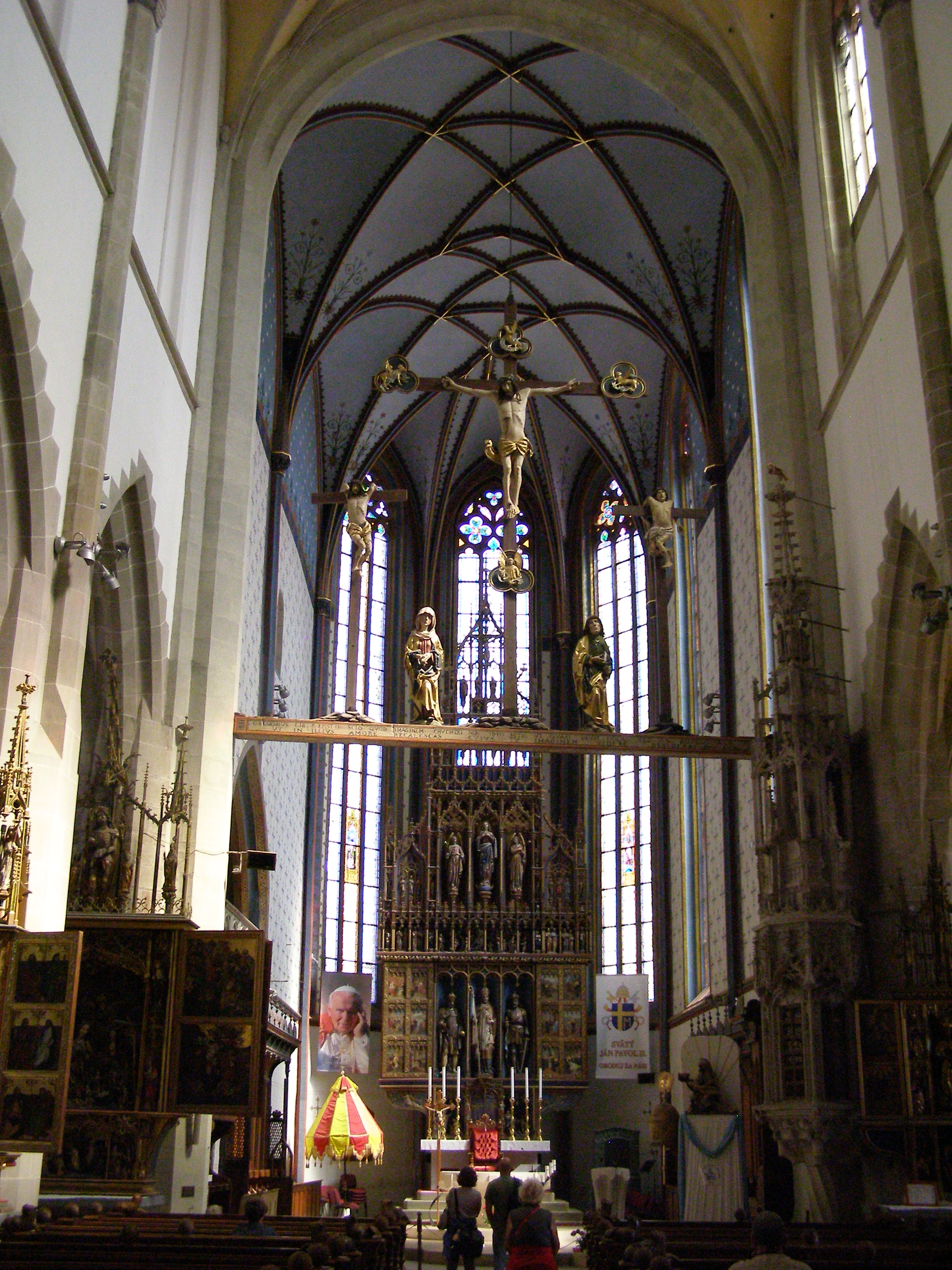
Kirchen-Innenraum

Der mittelalterliche Kirchbau erfolgte anstelle einer Vorgängerkirche, die vermutlich zu einem Zisterzienserkloster gehörte, das um 1206 durch Mönche des polnischen Klosters Koprzywnica gegründet worden war. Die Stadt wurde weiterhin spätestens ab 1241 auch durch Bürger der Deutschen Ostsiedlung geprägt. Mit dem wirtschaftlichen Aufschwung wurde ab dem 14. Jahrhundert eine neue Kirche errichtet, die 1415 abgeschlossen wurde. Von 1420 bis 1427 wurde der Kirchturm ergänzt. Bereits 1448 wurde ein Aus- und Umbau begonnen. Zunächst wurde ein großer Chor errichtet, welcher 1464 sein Gewölbe und 1466 den gotischen Hochaltar erhielt. Die drei Kapellen um das südliche Hauptportal wurden 1482 bis 1486 gebaut und St. Elisabeth, St. Andreas und der Jungfrau Maria geweiht. Die westliche Fassade der Kirche ist durch Stützpfeiler verstärkt und enthält gotische Bögen sowie ein großes Rosettenfenster mit Steinmaßwerk. Die Fertigstellung der Kirche erfolgte mit der Einwölbung des Hauptschiffes mit 24 Metern in den Jahren 1513 bis 1518.

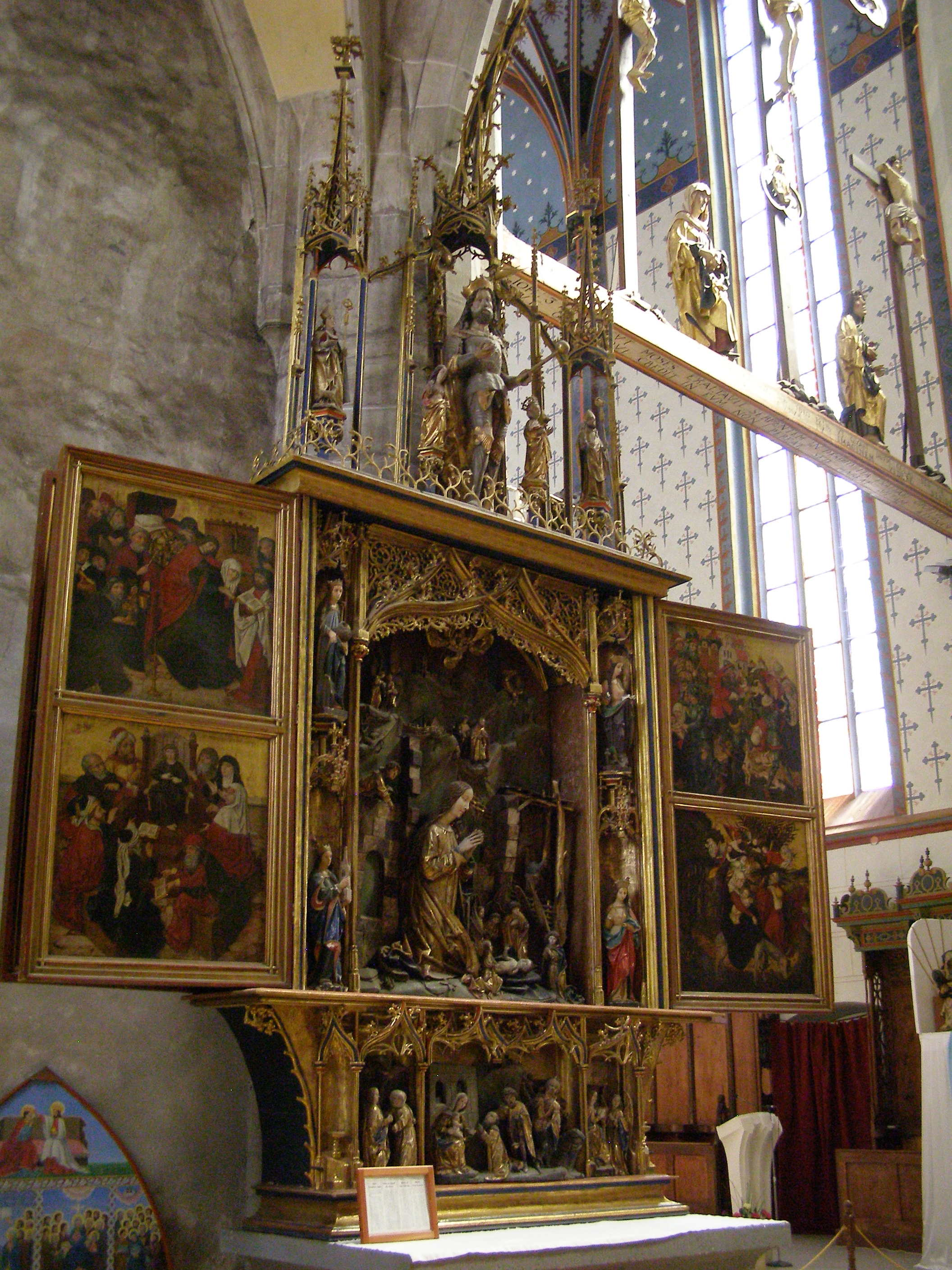
Altar Geburt des Herren

Die Kirche wurde durch Brände und Einstürze mehrfach schwer beschädigt. Der imposante Turm in der südwestlichen Ecke der Kirche stürzte 1725 und beim Brand 1784 ein und wurde erst zum Ende des 19. Jahrhunderts neuromanisch wieder aufgebaut. Dies geschah parallel zu umfangreichen Restaurierungen der Kirche unter den Architekten Imre Steindl und Frigyes Schulek 1878 bis 1899. Dabei wurden auch zwischenzeitliche Renaissanceumbauten italienischer Meister des 16. Jahrhunderts und barocke Gestaltungen des 19. Jahrhunderts im Kircheninneren wieder zurückgenommen.
Die Kirche wurde am 24. April 1970 zum nationalen Kulturdenkmal erklärt. Im Jahr 2001 erhob Papst Johannes Paul II. die Ägidiuskirche zur Basilica minor.

## Ausstattung
In der von der Form her einfachen und strengen Architektur gibt es viele wertvolle Details und Kunstwerke. Unter den elf spätgotischen Flügelaltären aus der Zeit von 1460 bis 1520 gilt als wertvollster der Seitenaltar Geburt des Herren, den man dem Umkreis der Krakauer Werkstatt von Veit Stoß zuschreibt. Die Kalvariengruppe stammt von Paul von Leutschau.